# Orford Express

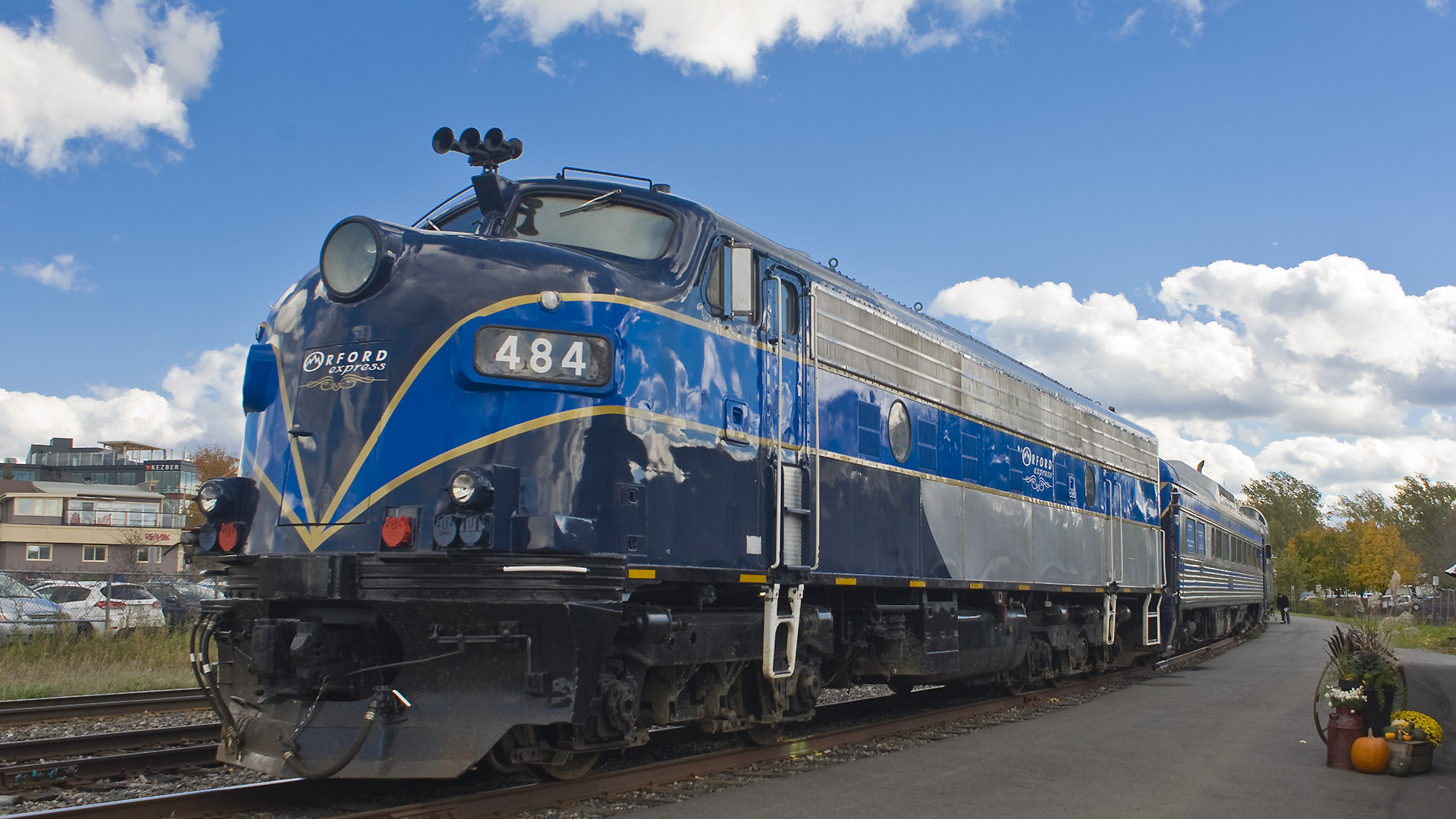
Locomotive FL-9 OEXX-484 du Orford Express, à Magog

L'Orford Express est un train touristique en Estrie qui voyage entre Sherbrooke, Magog et Eastman tout en longeant la rivière Magog.

## Le train
Lancé en 2007, le train commence ses excursions à la vieille Gare de Sherbrooke (Canadien Pacifique), tout près du Lac des Nations. Il circule sur la ligne ferroviaire anciennement exploitée par l'entreprise Québec Central. Cette ligne nécessitant des rénovations, imposait à l'entreprise une vitesse maximale de 16 km/h. Les travaux de restauration pour l'attrait touristique ont permis d'augmenter cette limite à 40 km/h.
Le train avait transporté quelque 1 200 voyageurs à l'automne 2006 durant trois fins de semaine. Sa première excursion date du vendredi 6 octobre 2006.
L'abbé Donald Thompson est le conducteur du train. Il devient ingénieur et chef de train à 50 ans afin de poursuivre un rêve qu'il entretient depuis son enfance. Il partage la propriété du train touristique avec l'homme d'affaires André L'Espérance. Une vingtaine d'employés saisonniers viennent s'ajouter au bon fonctionnement de l'attrait.
Le train peut accueillir 212 passagers depuis juin 2009 et circule à une vitesse maximale de 40 km/h, vitesse imposée principalement par l'état des rails. Les passagers sont menés jusqu'à la ville de Magog où ils peuvent circuler librement avant de retourner à Sherbrooke. Certains soirs, le train va jusqu'à la municipalité d'Eastman.
En octobre 2020, PAL+ (groupe propriétaire du train) annonce la fermeture définitive de celui-ci. 

## Les voitures
Le train est d'abord muni de deux autorails. Les voitures datent des années 1950 et étaient exploitées au nord de Sept-Îles, près de Schefferville sur une ligne de l'entreprise Quebec North Shore and Labrador. Elles servaient historiquement à transporter des groupes de mineurs.

### Les deux premières voitures
Il s'agit d'autorails de type Buddqui furent construits à Philadelphie en 1953 et en 1958. Ils furent rénovés pour avoir des sièges ergonomiques et des écrans à chaque table. On adapta également le décor intérieur pour y ajouter des boiseries en érable, du cuir et du velours afin de reproduire certains détails historiques. Fait à noter, ces voitures furent exploitées jusqu'en 1993 par Via Rail Canada sur diverses liaisons à faible achalandage. Sous conditions opérationnelles optimales, leur vitesse pouvait atteindre 150 km/h. 
Détails techniques :
- Masse : 76 220 kg (75 tonnes)
- Longueur : 25,9 m
- Places assises :
  - Première voiture : 72 places.
  - Seconde voiture : 68 places.
- Année de fabrication :
  - Première voiture : 1953.
  - Seconde voiture : 1958.

### Voiture Sherbrooke
L'achat d'une troisième voiture est annoncé en mai 2009 au coût de 200 000 $. La voiture entre en service fin juin de la même année. La voiture offre deux étages et est la seule ayant une vue panoramique.
Détails techniques :
- Longueur : 25,9 m.
- Places assises : 48 places.
- 1 salon panoramique (24 places)
- 2 salles à manger.

## Prix
- Attraction touristique de moins de 100 000 visiteurs - Gagnant 2008

## Faits divers
- Le 30 juillet 2009, le train frappe un orignal. Environ 800 L de diesel sont déversés. Aucun blessé n'est signalé[6].
- Le train servait de plateau de tournage pour l'émission  On prend toujours un train animée par Josélito Michaud.
- Un wagon fut vandalisé en octobre 2006 avec un graffiti géant. Le vandale avait pris soin de signer son exploit.
- Le 25 avril 2014, un incendie cause des dommages importants au wagon principal de l'orford Express et force l'annulation de la saison touristique de 2014.René-Charles Quirion, « La saison 2014 de l'Orford Express est annulée », La Presse,‎ 25 avril 2014